# 小坂城 (信濃国)
小坂城（こさかじょう）は、長野県千曲市桑原の小坂地区にある日本の城跡。千曲市指定史跡に指定されている。

## 概要
15世紀中頃の康正年間（1455年-1457年）に小笠原政康が村上頼清を排除して赤沢対馬守（後の桑原対馬を名乗る）をこの地に入れ、この桑原氏によりこの城が築城されたと伝わる。山麓に城主の居館（根小屋）を持つ「豪族居館型山城」であったが、16世紀中頃以降の織豊期に軍事的な改修と機能強化が成された。特に、1582年（天正10年）に甲斐武田氏の滅亡および織田信長が横死して以降、桑原の地に進出した上杉氏と小笠原氏との戦闘が激化すると、上杉景勝により軍事機能の強化がなされた。
しかし、その後の1586年（天正14年）に豊臣秀吉が関東・奥州の諸大名の争乱に介入し、戦闘が停止されると小坂城は翌1587年（天正15年）に廃城となり、その役割を終えた。
城跡は曲輪のほか石垣積や堀切が残り、2015年（平成27年）4月1日付けで千曲市指定史跡に指定された。